# Hamersley
Hamersley è un sobborgo residenziale a 14 km a nord-nordovest del distretto commerciale di Perth, la capitale dell'Australia Occidentale, nei pressi dell'Oceano Indiano. Il sobborgo è congiunto alle due principali arterie stradali (la Mitchell Freeway verso ovest e la Reid Highway verso sud) e rientra nella local government area della città di Stirling. Fu costruito durante la fine degli anni sessanta come parte della risposta del governo locale al rapido aumento dei prezzi sui terreni nell'area metropolitana.

## Storia
Prima dello sviluppo, Hamersley era un remoto distretto ricoperto da una serie di piante tropicali tipiche della pianura costiera, con alcune aree dedicate alla coltivazione su piccola scala, per esempio per l'agricoltura di sussistenza e per i mercati locali. Entro il 1974, sei anni dopo la prima suddivisione, Hamersley divenne sede di un primo comune, una parata annuale e una fiera che viene trasmessa sulle reti televisive e radio di Perth. Ha anche un suo giornale, l'Hamersley Gazzette. La rapida crescita ha poi dato tregue all'espansione del sobborgo verso il 1981 ed è rimasta stabile da allora.
Significative riserve di flora locale sono rimaste in alcune aree del sobborgo, le principali sono quelle intorno alla torre radio della ABC a sud-est.

## Minerali
Nel 2025 è stata annunciata la scoperta del più grande giacimento di ferro fino ad allora mai scoperta al mondo, pari a 55 miliardi di tonnellate e a 5.7 miliardi di dollari di valore, con una concentrazione di minerale nelle rocce che arriva fino al 60%.